# Tetralobistes bicentenarius
Tetralobistes bicentenarius is een tienpotigensoort uit de familie van de Diogenidae. De wetenschappelijke naam van de soort is voor het eerst geldig gepubliceerd in 2010 door Ayon-Parente & Hendrickx.